# Podatkówek
Podatkówek – wieś sołecka w Polsce położona w województwie mazowieckim, w powiecie gostynińskim, w gminie Pacyna.
13 lipca 2009 roku wieś zamieszkiwało 135 osób.
W latach 1975–1998 miejscowość administracyjnie należała do województwa płockiego.